# Sportpark Aschheim
Der Sportpark Aschheim ist ein Fußballstadion mit Leichtathletikanlage in Aschheim im Landkreis München. Die Spielstätte bietet den Besuchern rund 3000 Plätze, davon etwa 200 überdachte Sitzplätze. Die Haupttribüne wird von einer membranbespannten Stahlkonstruktion überdacht. Neben dem Fußball-Bezirksligisten FC Aschheim 1956 nutzt die 2. Frauenmannschaft des FC Bayern München das Stadion für ihre Heimspiele. 
Zeitweise trugen hier auch die erste Frauenmannschaft sowie die A-Junioren und zuvor zeitweise auch die ältere B-Junioren-Mannschaft des FC Bayern ihre Heimspiele aus. Die Frauen sind in das Grünwalder Stadion umgezogen und sämtliche Jugendmannschaften nutzen heute den 2017 am Nordrand Münchens eröffneten FC Bayern Campus für ihre Heimspiele.
Neben dem Stadion gibt es Tennisplätze, eine Tennishalle, einen Wasserskipark, einen Hochseilgarten, eine Beachvolleyballhalle sowie eine überdachte Fläche für Inline- und Eissport. Das Hochseilcamp, die Wasserskianlage und die Beachvolleyballhalle sind als Eventpark Aschheim zusammengeschlossen.